# Człowiek w teatrze życia codziennego
Człowiek w teatrze życia codziennego (tytuł oryginału: The Presentation of Self in Everyday Life) – wydana w 1959 roku książka amerykańskiego socjologa Ervinga Goffmana. Autor wykorzystuje terminologię teatralną, by przedstawić obraz ludzkich interakcji społecznych. 
W Polsce wydał ją w 1981 roku Państwowy Instytut Wydawniczy w serii Biblioteka Myśli Współczesnej, w przekładzie Heleny i Pawła Śpiewaków, w opracowaniu i ze słowem wstępnym Jerzego Szackiego.

## Powstanie dzieła
Punktem wyjścia do napisania książki były badania, jakie autor prowadził na potrzeby swojej pracy doktorskiej od grudnia 1949 r. do maja 1951 r. na wyspie Unst na Wyspach Szetlandzkich i miała pierwsze wydanie w Szkocji w 1956 r. Uznanie i sławę autorowi przyniosło wydanie amerykańskie z 1959 r. 

## Problematyka
Na podstawie różnych źródeł autor opisuje teatralną naturę zachowań społecznych ludzi. Pokazuje mechanizmy, z których na co dzień nie zdajemy sobie sprawy: występujemy wobec innych ludzi jak aktorzy w teatrze, przyjmując „maski” zależnie od sytuacji. Wszystkie nasze zachowania są występami społecznymi, których celem jest dawanie i utrzymywanie pewnych pożądanych wrażeń u innych. Jedynym czasem, w którym jednostki mogą być sobą i pozbyć się swojej roli w społeczeństwie, są „kulisy”, czas i miejsce, w których nie ma publiczności. Goffman twierdzi jednak, że taka „gra” jest niezbędna do właściwego funkcjonowania społeczeństwa. 

## Recepcja
W 1961 r. autor otrzymał nagrodę MacIvera Amerykańskiego Stowarzyszenia Socjologicznego. W 1998 roku Międzynarodowe Stowarzyszenie Socjologiczne wymieniło pracę jako dziesiątą najważniejszą książkę socjologiczną XX wieku.